# Lecanora alba
Lecanora alba är en lavart som beskrevs av Helge Thorsten Lumbsch. 
Lecanora alba ingår i släktet Lecanora och familjen Lecanoraceae. Inga underarter finns listade i Catalogue of Life.